# Agapanthia hirsuticornis
Agapanthia hirsuticornis är en skalbaggsart som beskrevs av Holzschuh 1975. Agapanthia hirsuticornis ingår i släktet Agapanthia och familjen långhorningar.
Artens utbredningsområde är Iran. Inga underarter finns listade i Catalogue of Life.